# Karim Ibrahim as-Sajjid
Karim Ibrahim as-Sajjid Ibrahim (arab. كريم إبراهيم السيد إبراهيم; ur. 3 lutego 1986)  – egipski zapaśnik walczący w stylu klasycznym. Zajął 27 miejsce na mistrzostwach świata w 2006. Złoty medalista igrzysk afrykańskich w 2007. Mistrz Afryki w 2004, 2005, 2006 i 2007. Wicemistrz arabski w 2012.